# No Surrender (2013)
No Surrender (2013) (também chamado de Impact Wrestling: No Surrender) foi um evento de wrestling profissional realizado pela Total Nonstop Action Wrestling, que ocorreu no dia 12 de setembro de 2013 no Chaifetz Arena na cidade de St. Louis, Missouri. Esta foi a nona edição da cronologia do No Surrender. Ao contrário das edições anteriores, este evento não foi realizado em formato de pay-per-view, mas sim como uma edição especial do Impact Wrestling, de forma semelhante ao Impact Wrestling: Destination X e ao Impact Wrestling: Hardcore Justice. Como nos dois anos anteriores o No Surrender marcou o fim da Bound for Glory Series.

## Antes do evento
No Surrender teve lutas de wrestling profissional envolvendo diferentes lutadores com rivalidades e storylines pré-determinadas. Os lutadores interpretaram um vilão ou um mocinho seguindo uma série de eventos para gerar tensão, culminando em várias lutas.
No Impact Wrestling: Hardcore Justice, Bully Ray reconquistou o TNA World Heavyweight Championship em uma luta numa jaula de aço contra Chris Sabin, após ser ajudado por Mr. Anderson e Tito Ortiz. No episódio de 29 de agosto do Impact Wrestling, Ray afirmou que não se importava com o despedimento de Devon na semana anterior e que apenas Ortiz o importava. Isso gerou um descontentamento por parte dos outros membros dos Aces & Eights, em especial de Anderson, que questionou fortemente o líder da gangue, sendo imediatamente repreendido. No mesmo dia, o gerente geral Hulk Hogan revelou que Ray defenderia o World Heavyweight Championship no No Surrender contra um dos membros dos Aces & Eights. Na semana seguinte, Mr. Anderson atacou propositalmente Bully Ray com um martelo durante seu combate contra Sting, revelando-se ser o oponente de Ray no No Surrender.
Na edição de 6 de junho de 2013 do Impact Wrestling, a TNA anunciou um torneio entre doze lutadores para determinar o desafiante número um ao TNA World Heavyweight Championship em outubro, no Bound for Glory. Os doze homens se enfrentaram em lutas em pay-per-views, nos programas de televisão da TNA e em eventos não televisionados, recebendo pontos baseado em seu desempenho. No Impact Wrestling 5 de setembro, a primeira fase teve seu fim, tendo A.J. Styles, Magnus, Austin Aries e Bobby Roode avançado a segunda fase. No mesmo dia, Styles anunciou que havia escolhido enfrentar Austin Aries no No Surrender pelas semifinais, enquanto Magnus enfrentaria Roode.

## Resultados
| No.                           | Lutas                               | Estipulações                                                   | Duração |
| ----------------------------- | ----------------------------------- | -------------------------------------------------------------- | ------- |
| 1                             | A.J. Styles derrotou Austin Aries   | Luta individual pelas semifinais do Bound for Glory Series     | 14:37   |
| 2                             | Magnus derrotou Bobby Roode         | Luta individual pelas semifinais do Bound for Glory Series     | 06:55   |
| 3                             | Bully Ray (c) derrotou Mr. Anderson | Luta Last Man Standing pelo TNA World Heavyweight Championship | 17:27   |
| 4                             | A.J. Styles derrotou Magnus         | Luta individual pela final do Bound for Glory Series           | 15:08   |
| (c)- Campeão(s) antes da luta |                                     |                                                                |         |